# Like a Dragon (франшиза)
Like a Dragon (яп. 龍が如く Рю га Готоку, «Подобный дракону»), в прошлом также известная за пределами Японии под названием Yakuza — серия компьютерных игр, выпускаемая японской компанией Sega. Разработкой игр серии занимается студия Ryu Ga Gotoku Studio под руководством Тосихиро Нагоси. В серию входят игры в жанрах Action-adventure, Beat ’em up и RPG. Действие большинства игр серии происходит в современной Японии и объединено криминальной тематикой, навеянной прежде всего японским гангстерским кино и криминальными драмами: многие персонажи игр связаны с кланами якудза. В Like a Dragon игрок, как правило, управляет одним героем в открытом мире — этот персонаж должен сражаться врукопашную с различными бандами и выполнять разнообразные задания, обычно пытаясь накопить денег и приобрести влияние в преступном мире. Местом действия игр часто выступает Камуро-тё, вымышленный район Токио, основанный на реальном квартале Кабуки-тё. Серия добилась коммерческого успеха — на 2023 год было продано в общей сложности свыше 20 миллионов копий игр.

## Игровой процесс
Геймплей серии игр Like a Dragon схож с геймплеем другой серии — Shenmue. Он также разделён на три режима — «Приключения», «Битвы» и «События». В режиме «Приключения» игрок может играть в различные мини-игры, например, в бейсбол или в игровые автоматы. Режим «События» включает в себя основной сюжет игры, где игроку надо выполнять обязательные задания и просьбы. В режиме «Битва» главного героя будут атаковать различные банды. Чтобы победить, надо добраться до лидера банды. Во всех играх есть подземная арена.

## Состав
| 2005 | Yakuza                         |
| 2006 | Yakuza 2                       |
| 2007 |                                |
| 2008 |                                |
| 2009 | Yakuza 3                       |
| 2010 | Yakuza 4                       |
| 2011 |                                |
| 2012 | Yakuza 5                       |
| 2013 |                                |
| 2014 |                                |
| 2015 | Yakuza 0                       |
| 2016 | Yakuza Kiwami                  |
| 2016 | Yakuza 6: The Song of Life     |
| 2017 | Yakuza Kiwami 2                |
| 2018 |                                |
| 2019 |                                |
| 2020 | Yakuza: Like a Dragon          |
| 2021 |                                |
| 2022 |                                |
| 2023 |                                |
| 2024 | Like a Dragon: Infinite Wealth |

| Название                       | Годы и платформы выхода                                                   | Годы и платформы выхода                                                   | Годы и платформы выхода                                                   |       |
|                                | В Японии                                                                  | Прим.                                                                     | В мире                                                                    | Прим. |
| ------------------------------ | ------------------------------------------------------------------------- | ------------------------------------------------------------------------- | ------------------------------------------------------------------------- | ----- |
| Yakuza                         | - 2005 — PlayStation 2 - 2012 — PlayStation 3 - 2013 — Wii U              |                                                                           | - 2006 — PlayStation 2                                                    |       |
| Yakuza 2                       | - 2006 — PlayStation 2 - 2012 — PlayStation 3 - 2013 — Wii U              |                                                                           | - 2008 — PlayStation 2                                                    |       |
| Yakuza 3                       | - 2009 — PlayStation 3 - 2018 — PlayStation 4                             |                                                                           | - 2010 — PlayStation 3 - 2019 — PlayStation 4                             |       |
| Yakuza 3                       | - 2021 — Xbox One, Windows                                                | - 2021 — Xbox One, Windows                                                | - 2021 — Xbox One, Windows                                                | [ 2 ] |
| Yakuza 4                       | - 2010 — PlayStation 3                                                    |                                                                           | - 2011 — PlayStation 3                                                    |       |
| Yakuza 4                       | - 2019 — PlayStation 4 - 2021 — Xbox One, Windows                         | - 2019 — PlayStation 4 - 2021 — Xbox One, Windows                         | - 2019 — PlayStation 4 - 2021 — Xbox One, Windows                         | [ 2 ] |
| Yakuza 5                       | - 2012 — PlayStation 3 - 2019 — PlayStation 4                             |                                                                           | - 2015 — PlayStation 3 - 2020 — PlayStation 4                             |       |
| Yakuza 5                       | - 2021 — Xbox One, Windows                                                | - 2021 — Xbox One, Windows                                                | - 2021 — Xbox One, Windows                                                | [ 2 ] |
| Yakuza 0                       | - 2015 — PlayStation 3, PlayStation 4                                     |                                                                           | - 2017 — PlayStation 4                                                    |       |
| Yakuza 0                       | - 2018 — Windows - 2020 — Xbox One - 2025 — Nintendo Switch 2             |                                                                           |                                                                           |       |
| Yakuza 6: The Song of Life     | - 2016 — PlayStation 4                                                    | [ 3 ]                                                                     | - 2018 — PlayStation 4                                                    | [ 3 ] |
| Yakuza 6: The Song of Life     | - 2021 — Xbox One, Windows                                                |                                                                           |                                                                           |       |
| Yakuza: Like a Dragon          | - 2020 — PlayStation 4, Xbox One, Xbox Series X/S, Windows                | - 2020 — PlayStation 4, Xbox One, Xbox Series X/S, Windows                | - 2020 — PlayStation 4, Xbox One, Xbox Series X/S, Windows                | [ 4 ] |
| Yakuza: Like a Dragon          | - 2021 — PlayStation 5                                                    | - 2021 — PlayStation 5                                                    | - 2021 — PlayStation 5                                                    | [ 5 ] |
| Like a Dragon: Infinite Wealth | - 2024 — PlayStation 4, PlayStation 5, Xbox One, Xbox Series X/S, Windows | - 2024 — PlayStation 4, PlayStation 5, Xbox One, Xbox Series X/S, Windows | - 2024 — PlayStation 4, PlayStation 5, Xbox One, Xbox Series X/S, Windows |       |
|                                |                                                                           |                                                                           |                                                                           |       |

| Название              | Годы и платформы выхода                                                   | Годы и платформы выхода                                                   | Годы и платформы выхода                                                   | Годы и платформы выхода |
| Название              | В Японии                                                                  | Прим.                                                                     | В мире                                                                    | Прим.                   |
| --------------------- | ------------------------------------------------------------------------- | ------------------------------------------------------------------------- | ------------------------------------------------------------------------- | ----------------------- |
| Yakuza Kiwami         | - 2016 — PlayStation 3, PlayStation 4                                     |                                                                           | - 2017 — PlayStation 4                                                    |                         |
| Yakuza Kiwami         | - 2019 — Windows - 2020 — Xbox One - 2024 — Nintendo Switch               |                                                                           |                                                                           |                         |
| Yakuza Kiwami 2       | - 2017 — PlayStation 4                                                    |                                                                           | - 2018 — PlayStation 4                                                    |                         |
| Yakuza Kiwami 2       | - 2019 — Windows - 2020 — Xbox One                                        |                                                                           |                                                                           |                         |
| Like a Dragon: Ishin! | - 2023 — PlayStation 4, PlayStation 5, Xbox One, Xbox Series X/S, Windows | - 2023 — PlayStation 4, PlayStation 5, Xbox One, Xbox Series X/S, Windows | - 2023 — PlayStation 4, PlayStation 5, Xbox One, Xbox Series X/S, Windows |                         |

| Название                                          | Годы и платформы выхода                                                       | Прим. |
| ------------------------------------------------- | ----------------------------------------------------------------------------- | ----- |
| Ryū ga Gotoku Kenzan!                             | 2008 — PlayStation 3                                                          |       |
| Kurohyo: Ryu ga Gotoku Shinsho                    | 2010 — PlayStation Portable                                                   |       |
| Yakuza: Dead Souls                                | 2011 — PlayStation 3                                                          |       |
| Kurohyo 2: Ryu ga Gotoku Ashura Hen               | 2012 — PlayStation Portable                                                   |       |
| Like a Dragon: Ishin!                             | 2014 — PlayStation 3, PlayStation 4                                           |       |
| Ryū ga Gotoku Online                              | 2018 — Windows, iOS, Android                                                  |       |
| Judgment                                          | 2018 — PlayStation 4 2021 — PlayStation 5, Xbox Series X/S 2022 — Windows     |       |
| Streets of Kamurocho                              | 2020 — Windows                                                                |       |
| Lost Judgment                                     | 2021 — PlayStation 4, PlayStation 5, Xbox One, Xbox Series X/S 2022 — Windows |       |
| Like a Dragon Gaiden: The Man Who Erased His Name | 2023 — PlayStation 4, PlayStation 5, Xbox One, Xbox Series X/S, Windows       |       |
| Like a Dragon: Pirate Yakuza in Hawaii            | 2025 — PlayStation 4, PlayStation 5, Xbox One, Xbox Series X/S, Windows       |       |

## История
Первая игра серии была разработана для PlayStation 2 и вышла в 2005 году в Японии, а в 2006 году — в США и Европе. Её сиквел, Yakuza 2 , также разработанный для PlayStation 2 вышел в 2006 году в Японии и в 2008 году в США и Европе.
В 2008 году состоялся выход Ryū ga Gotoku Kenzan! — первого ответвления серии, выпущенного только в Японии на PlayStation 3. Продолжение основной линейки игр, Yakuza 3 вышло в 2009 году в Японии и в 2010 году в США и Европе на PlayStation 3. Yakuza 4 была выпущена в 2010 году в Японии и в 2011 году в США и Европе на PlayStation 3. В том же году в Японии состоялся выход спин-оффа Kurohyo: Ryu ga Gotoku Shinsho для портативной приставки PlayStation Portable. В июне 2011 года в Японии и в 2012 году в Северной Америке и Европе для PlayStation 3 вышла Yakuza: Dead Souls. Сиквел Kurohyo: Ryu ga Gotoku Shinsho под названием Kurohyo 2: Ryu ga Gotoku Ashura Hen был выпущен в 2012 году в Японии на PlayStation Portable. Очередная основная игра серии, Yakuza 5, была выпущена в декабре 2012 года в Японии и в декабре 2015 в США и Европе на PlayStation 3. В декабре 2012 года в Японии на PlayStation 3 вышел Ryu ga Gotoku 1&2 HD Edition — сборник, включающий в себя HD-версии игр Yakuza и Yakuza 2. В августе 2013 года данный сборник был выпущен на приставку Wii U, что стало первым случаем, когда игра серии Yakuza была выпущена не на платформе от Sony. В феврале 2014 года в Японии состоялся выход Ryu ga Gotoku Ishin! — очередного спи-оффа, выпущенного на PlayStation 3 и PlayStation 4. Для PlayStation Vita также было издано приложение-компаньон.
В марте 2015 года в Японии на PlayStation 3 и PlayStation 4 была выпущена Yakuza 0 — приквел основной линейки игр. Следом последовал выход Yakuza Kiwami — ремейка самой первой части серии, вышедший в 2016 году на PlayStation 3 и PlayStation 4. Yakuza 6: The Song of Life была выпущена в 2016 году в Японии и 2018 году в США и Европе и первой игрой, базирующейся на Dragon Engine и при этом хронологически последней, где Кадзума Кирю выступал в качестве главного героя. Далее последовал выход ремейка второй части под названием Yakuza Kiwami 2, который вышел в декабре 2017 года в Японии и в сентябре 2018 года в США и Европе на PlayStation 4.
На конференции PC Gaming Show в рамках E3 2018 было анонсировано, что две игры серии, Yakuza 0 и Kiwami, станут первыми частями серии, которые выйдут на персональных компьютерах под управлением Windows. Игры начали выходить в хронологическом порядке: первой 1 августа 2018 года вышла Yakuza 0, выход Kiwami состоялся 19 февраля 2019 года. Позже было анонсировано, что и Kiwami 2 выйдет на Windows — её релиз состоялся 9 мая 2019 года. 14 ноября 2019 года на мероприятии X019 было анонсировано, что Yakuza 0, Yakuza Kiwami и Yakuza Kiwami 2 также выйдут на Xbox One. Yakuza 0 вышла 26 февраля 2020 года, Kiwami — 21 апреля, а выход Kiwami 2 ожидается позже в том же году.
В 2019 году состоялся анонс Yakuza: Like a Dragon — восьмой основной игры серии, в которой был представлен новый главный герой, а также значительно изменена боевая система. Like a Dragon вышла в Японии в январе 2020 года на PlayStation 4. 7 мая 2020 года на мероприятии Inside Xbox было анонсировано, что Like a Dragon выйдет ещё на 3 платформах: Windows, Xbox One и Xbox Series X. При этом для Xbox Series X Like a Dragon станет игрой стартовой линейки, а владельцы версии Xbox One получат версию для Series X бесплатно по технологии Smart Delivery.
Музыка в сериях игры была написана и исполнена Хидэнори Сёдзи, Хидэки Сакамото, Сатио Огавой, Кэйтаро Ханадой, Фумио Ито, Юри Фукудой, Кэнъити Токои и Хироёси Като. В создании музыки также принимали участие: Crazy Ken Band, Zeebra, Ketsumeishi, Норихико Хибино, Такахиро Идзутани и Эйкити Ядзава.

## Сюжет
В оригинальной игре главный персонаж, Кадзума Кирю, ищет девушку Юми Савамуру, но она пропадает. Тем временем клан Тодзё теряет десять миллиардов иен, и весь преступный мир Японии начинает их поиски. В Yakuza 2 Кирю едет в Осаку, чтобы найти мирное решение и избежать войны между кланом Тодзё и альянсом Оми. В Yakuza 3 Кадзума Кирю работает в детском доме на острове Окинава, архипелаг Рюкю, вместе со своей приёмной дочерью Харукой Савамурой. Детский дом находится на земле, которая принадлежит Сигэру Накахаре, боссу местного клана якудза, известного как Клан Рюдо. Правительство и другие кланы хотят перекупить эту землю, но Накахара отказывается из-за своих принципов. После покушения на него и на Дайго Додзиму Кирю решает вернуться в Токио, чтобы выяснить причину заинтересованности правительства Японии в возведении этого курорта.
В отличие от первых трёх игр, в Yakuza 4 сюжет разделён на четыре части. В центре повествования находится преступление 25-летней давности, связавшее судьбы четырёх главных героев: ростовщика Сюна Акиямы, уголовника Тайги Саэдзимы, детектива Масаёси Танимуры и легендарного экс-якудзы Кадзумы Кирю. Действие Yakuza 0 происходит в декабре 1988 года. В разных главах можно играть либо за Кадзуму Кирю (начинающего якудза, который оказывается несправедливо обвинён в убийстве «гражданского», из-за чего вынужден покинуть клан Тодзё) или за Горо Мадзиму (бывшего молодого якудза, изгнанного за неповиновение боссу, ныне менеджера кабаре).

### Спин-оффы
В Ryū ga Gotoku Kenzan! действие происходит в Киото 1605 года. Главный герой — Миямото Мусаси, ушёл в отставку после работы фехтовальщика, чтобы стать скромным ёдзимбой (телохранителем) в районе Гион. Маленькая девочка по имени Харука приходит в Гион, где ищет Кадзуманосукэ Кирю, который очень похож на Миямото. Харука просит Кирю убить самозванца, притворяющегося Миямото Мусаси. В первый раз Кирю отказывается от убийства, но после того, как девочка нанимает служащих в роскошный бордель, чтобы они оплатили убийство, Кирю соглашается.
В Yakuza: Dead Souls в Kамуротё люди превращаются в зомби. Кадзума Кирю, Сюн Акияма, Горо Мадзима и Рюдзи Года вчетвером должны защитить город и бороться с зомби.
Действие Ryu ga Gotoku Ishin! разворачивается в Японии середины XIX века. Главными героями являются Сакамото Рёма и Сайто Хадзимэ.

## Отзывы и критика
| Игра                       | GameRankings             | Metacritic       |
| -------------------------- | ------------------------ | ---------------- |
| Yakuza                     | (PS2) 77,67%             | (PS2) 75         |
| Yakuza 2                   | (PS2) 78,36%             | (PS2) 77         |
| Yakuza 3                   | (PS3) 79,92%             | (PS3) 79         |
| Yakuza 4                   | (PS3) 79,98%             | (PS3) 78         |
| Yakuza: Dead Souls         | (PS3) 63,99%             | (PS3) 64         |
| Yakuza 5                   | (PS3) 84,30%             | (PS3) 83         |
| Yakuza 0                   | (PS4) 85,83% (PC) 90,00% | (PS4) 85 (PC) 85 |
| Yakuza Kiwami              | (PS4) 79,79%             | (PS4) 80         |
| Yakuza 6: The Song of Life | (PS4) 84,60%             | (PS4) 83         |

Серия игр получила положительные отзывы. Журнал Famitsu ставил высокие оценки играм: 37 баллов из 40 игре Yakuza и Yakuza: Dead Souls, 38 баллов из 40 — Yakuza 2, Yakuza 3 и Yakuza 4, 40 баллов из 40 — Yakuza 5.
Каждая игра серии Yakuza получала награду «за выдающиеся достижения», а также за лучшие продажи в Японии, Южной Корее и в Восточной Азии на «Japan Game Awards».
Западные критики также ставили играм высокие оценки, несмотря на постоянную задержку европейских и североамериканских версий на год.

## Продажи
По состоянию на ноябрь 2014 года было продано 7,8 миллионов копий. В мае 2023 года совокупные продажи всех игр серии превысили 20 миллионов копий.

## Адаптации
Большие продажи игр серии Yakuza в Японии привели к созданию различных видов товаров, основанных на них. Среди них были 2 фильма, специальные бандлы для консолей PlayStation 2 и PlayStation 3, футболки, чашки и книги. В комплекте с каждой игрой поставляется монография под названием «Kamutai Magazine».
В 2006 году вышел пролог к полнометражному фильму режиссёра Такаси Миике по первой игре, а в следующем году вышел сам фильм.
С сентября 2008 года по 2010 год сэйю из серии игр Yakuza работали в радиопостановке под названием «Ryu Ga Gotoku Presents Kamuro-cho Radio Station» (яп. 龍が如くPresents神室町RADIOSTATION). В неё вошло два сезона: первый — с 2008 по 2009 год, второй шёл с 2009 до 2010 года. В настоящее время радиопостановку можно послушать в архиве, который хранится на официальном сайте.
С 2010 по 2012 год на канале TBS выходил сериал, основанный на игре Kurohyo и её сиквеле.
Существует японский веб-канал «Kamurocho Caba Jou TV» (яп. 神室町キャバ嬢 T V), посвящённый работницам игрового кабаре.
27 июля 2024 года был анонсирован сериал для сервиса Amazon Prime Video, основанный на первой игре в серии, под названием Like a Dragon: Yakuza. Производством сериала занимается Amazon совместно с SEGA. Дата выхода первой серии — 24 октября 2024 года.